# بلاکسویچ
بلاکسویچ (به انگلیسی: Bloxwich) یک شهرک در بریتانیا است که در شهرستان میدلندز غربی واقع شده‌است. بلاکسویچ ۲۵٬۴۰۱ نفر جمعیت دارد.